# هنری مک‌ری
هنری مک‌ری (انگلیسی: Henry MacRae؛ زادهٔ ۲۹ اوت ۱۸۷۶ – درگذشتهٔ ۲ اکتبر ۱۹۴۴) کارگردان، فیلم‌نامه‌نویس و تهیه‌کننده اهل کانادا بود.
او مابین سال‌های ۱۹۱۲ تا ۱۹۳۳ میلادی، ۱۶۴ فیلم را کارگردانی کرده است. وی یکی از پیشگامان کانادایی فیلم‌سازی در هالیوود محسوب می‌شود و برخی از نوآوری‌های مهم تولید فیلم از جمله تولید مصنوعی باد، نوردهی چندگانه، نور مصنوعی برای فضاهای داخلی و تصویربرداری در شب را به او نسبت داده‌اند.